# Pietro Zappelli
Pietro Zappelli (Viareggio, 20 maggio 1911 – Viareggio, 3 maggio 1975) è stato un calciatore italiano, di ruolo portiere.
Era noto anche come Zappelli I per distinguerlo da Carlo (II).

## Carriera
Debutta in Serie B nella stagione 1933-1934 con il Viareggio, disputando quattro campionati cadetti per un totale di 64 presenze, prima della retrocessione in Serie C avvenuta nel 1937. Gioca con i toscani anche nella stagione 1937-1938, in Serie C.

## Palmares
- Prima Divisione: 1

Viareggio : 1932-1933